# اختبار أومو كرومو
اختبار أومو كرومو (بالإنجليزية: Umu Chromotest)‏ هو اختبار يُستخدم في عِلم الأدوية وعِلم الوراثة وعِلم السموم، وقد قام بتطويره ونشره لأول مرة أودا وآخرون Oda et al.، وهو اختبار بيولوجي (أو اختبار حيوي ) يُستخدم لتقييم الإمكانات السامة للجينات للمركبات الكيميائية. يعتمد هذا الاختبار على تحديد قدرة العوامل المُسببة لتلف الحمض النووي على تحفيز التعبير عن الأومو أوبرون (مُشغل أومو) umu operon. فيما يتعلق بالجينات المسببة للضرر للحمض النووي مثل: (din) recA و lexA و umuD، فإن جين أومو-سي umuC يشارك بشكل أساسي في الطفرات البكتيرية من خلال استجابة إس-أو-إس SOS (SOS response).
يستخدم هذا الاختبار اندماج الأوبرون عن طريق وضع الأوبرون lac (المسؤول عن إنتاج بيتا-غالاكتوزيداز β-galactosidase، وهو بروتين يعمل على تحلل اللاكتوز) تحت سيطرة البروتينات المرتبطة بـ umu. من الممكن إجراء اختبار لوني بسيط عن طريق إضافة نظير اللاكتوز الذي يتحلل بواسطة بيتا-غالاكتوزيداز، مما ينتج عنه مركبًا ملونًا يمكن قياسه كميًا من خلال عملية القياس الطيفي. درجة تطور اللون تُعد مقياسًا غير مباشر لكمية البيتا-غالاكتوزيداز المُنتَجة، والتي ترتبط بدورها بشكل مباشر بكمية الضرر الذي يلحق بالحمض النووي أو بالسُمية، وبالتالي فهي كاشف لمدي سُمية المادة تحت الاختبار.
يتمتع جهاز اختبار أومو كرومو Umu Chromotest بميزة إضافية تتمثل في تدوين إجراءاته تنفيذه بموجب المواصفات القياسية ISO 13829 التي تُحدد "جودة المياه - تحديد السُمية الجينية للمياه ومياه الصرف الصحي باستخدام جهاز umu-test". على الرغم من أنه لا يمكن ربط السُمية الجينية بشكل مباشر بتطور مرض السرطان لدى البشر، فقد ثبت وجود ارتباط قوي بين التأثيرات السامة للجينات في البكتيريا وخصائصها المسببة للطفرات والأورام في الثدييات.

## نظرية عمل الاختبار
تتعرض بكتيريا سلمونيلا تيفية Salmonella typhimurium TA 1535 [pSK 1002] لمركبات اختبار سامة للجينات في صفيحة دقيقة مكونة من 96 بئرًا في المزرعة. إذا جرى إنتاج مواد سامة للجينوم في الجينوم البكتيري، يؤدي ذلك إلى تحريض جين أومو-سي umuC كجزء من استجابة SOS العامة. يحتوي البلازميد pSK1002 على جين أومو-سي umuC المندمج مع جين المراسل lacZ، تمامًا مثل الاندماج في اختبار إس-أو-إس SOS Chromotest. وبالتالي فإن تحفيز جين أومو-سي umuC هو مقياس للقدرة السامة للعينة تحت الاختبار. نظرًا لأن جين أومو-سي umuC مندمج مع جين lacZ لإنزيم بيتا-غالاكتوزيداز، يمكن تقييم تحفيز جين أومو-سي umuC بسهولة من خلال تحديد نشاط بيتا-غالاكتوزيداز، والذي يمكن قياسه من خلال تحويل ركيزة ONPG عديمة اللون (o-nitrophenyl-β-D-galactopyranoside) إلى المُنتج الأصفر o-nitrophenyl بواسطة إنزيم بيتا-غالاكتوزيداز المشفر بواسطة lacZ.
نظرًا لأن استجابة إس-أو-إس SOS هي استجابة عامة للمواد السامة للجينات، فإن سلالة واحدة من سلمونيلا تيفية S. typhimurium مع بنية الجين المراسل المناسبة تكفي لتحديد جميع فئات السموم الجينية البكتيرية. كما هو الحال مع اختبارات السُمية الجينية والطفرات البكتيرية الأخرى، يمكن التحقق من المركبات التي تتطلب التنشيط الأيضي للنشاط بإضافة مستخلص كبد الفئران الميكروسومي S9.

## خطوات إجراء الاختبار
تتعرض بكتيريا سلمونيلا تيفية S. typhimurium في المرحلة الأسيّة من النمو لمدة ساعتين لتركيزات متناقصة من عينة الاختبار في ثلاث نسخ، بما في ذلك الضوابط controls الإيجابية والسلبية، وكذلك الفراغات blanks. بعد مرور ساعتين، يجري تخفيف المزرعة المُعرضة culture للتعرض في وسائط نمو جديدة ويسمح لها بالنمو لمدة ساعتين إضافيتين. يجري تقييم تحريض جين أومو-سي umuC وجين المراسل lacZ المندمج معه والتعبير اللاحق عن بيتا-غالاكتوزيداز β-galactosidase بعد تحلل البكتيريا. مما يؤدي إلى تحويل ONPG عديم اللون إلى المنتج الأصفر o-nitrophenyl في وجود بيتا-غالاكتوزيداز β-galactosidase المستحث. ترتبط شدة اللون بكمية البروتين المستحث وبالتالي قوة السُمية الجينية لعينة الاختبار.
يجري استخدام المقاييس الكمية، مع قراءة امتصاص الصفيحة عند OD600 قبل وبعد مرحلة النمو، بالإضافة إلى OD420 بعد حضانة ONPG. ويسمح هذا بحساب نسبة الحث (Induction Ratio IR)، بالإضافة إلى عامل النمو من أجل تحديد ما إذا كانت السُمية الخلوية موجودة أيضًا وإبطال قيم نسبة الحث IR.

## مزايا الاختبار
إن الارتباط الوثيق بين اختبار أومو كرومو Umu Chromotest و اختبار Ames التقليدي للطفرات يدعم اختبار أومو كرومو كبديل معقول للاختبار في المرحلة المبكرة لآلاف المواد الكيميائية الصيدلانية والزراعية والصناعية الجديدة التي يجري تصنيعها كل عام. تتمتع معظم الشركات المُصنِّعة للمواد الكيميائية الكبيرة بالقدرة على فحص 100 مادة كيميائية صناعية أو أكثر سنويًا باستخدام اختبار Ames التقليدي، والذي يتطلب استخدام العديد من سلالات السالمونيلا. إن اختبار أومو كرومو، الذي يستخدم سلالة واحدة فقط من السالمونيلا، قد يكون قادرًا على أن يختبر مجموعة أكبر من المواد الكيميائية الجديدة باستخدام نفس الموارد. إن انخفاض تكلفة المواد والعمالة المُستخدَمة في هذا الاختبار، فضلاً عن قوة نتائجه، يجعل من هذا الاختبار أيضًا وسيلة مسح مناسبة للعينات البيئية المعقدة.